# Colchicum triphyllum
Colchicum triphyllum es una especie de planta con flor, bulbosa, perteneciente a la familia de las colchicáceas.

## Descripción
Pequeña hierbácea, bulbosa y perenne de no más de 15 cm. Bulbo de unos 2cm , con varias capas de material seco, como en la cebolla y que sobresalen del bulbo en un cuello corto de un color pardo obscuro o pardo-rojizas o con manchas más obscuras. Tallo subterráneo. Catafilo con el ápice libre obtuso o redondeado, con un mucrón poco saliente. Hojas linear-lanceoladas, acanaladas, con margen papiloso, áspero. Flores de 1 a 3 por bulbo, que aparecen en invierno o primavera. Tépalos con limbo de 15-25 × 5-12 mm, de estrecha a anchamente oval u obovado, obtuso, de color rosado o de un rosa purpúreo, más raramente blanco, con nervios rectos u ondulados. Tubo del perianto >3 cm. Anteras amarillentas. Fruto cápsula elipsoide con semillas de > 2 mm.

## Hábitat
Prados secos, vegetación de pastos abiertos que crecen sobre sustratos pedregosos, más o menos áridos, calcáreos, de alta montaña y sobre suelos básicamente calizos entre 900 y 2.200 metros de altitud. Floración muy temprana, a partir de febrero, en zonas nevadas las flores y hojas se abren paso entre la misma nieve.

## Distribución
Suroeste (zonas áridas y frías de la península ibérica) y sudeste de Europa (Turquía, Grecia) norte de África y Asia Menor.

## Etimología
triphyllum Del  latín  "tri-tres-tria"  =  tres  y del  griego phyllum ΠΨλλΟν  [phyllos-on]  = hojas;  aludiendo  
a la formación de tres hojas.

## Nombres vernáculos
España: bulbocodio de primavera, cólquico, cólquico de primavera, quitameriendas de primavera, vara del rey

## Usos
El cólchico (Colchicum triphyllum) es tóxico.

## Sinonimia
Colchicum triphyllum Kunze in Flora 29: 755 (1846)
- Colchicum ancyrense B.L.Burtt
- Colchicum bulbocodioides var. catacuzenium (Heldr. ex Stef.) Nyman
- Colchicum bulbocodioides var. triphyllum (Kunze) Nyman
- Colchicum catacuzenium Heldr. ex Stef.
- Colchicum clementei Graells
- Fouha bulbocodioides Pomel

## Multimedia
- Wikimedia Commons alberga una categoría multimedia sobre Colchicum triphyllum.
- Wikispecies tiene un artículo sobre Colchicum triphyllum.

- Datos: Q1257380
- Multimedia: Colchicum triphyllum / Q1257380
- Especies: Colchicum triphyllum